# Conflit territorial des îles Senkaku
Cette page contient des caractères spéciaux ou non latins. S’ils s’affichent mal (▯, ?, etc.), consultez la page d’aide Unicode.
Le conflit territorial des îles Senkaku, en japonais : 尖閣諸島問題, en chinois simplifié : 钓鱼岛及其附属岛屿主权问题, désigne depuis 1971 la rivalité entre le Japon, la Chine et  Taïwan au sujet de la revendication et du contrôle des îles Senkaku, un petit archipel inhabité situé en mer de Chine orientale, au nord-est de l'île de Taïwan et à l'ouest des îles Ryūkyū mais dont l'importance stratégique est importante. L'archipel est appelé îles Senkaku (尖閣諸島, Senkaku-shotō, littéralement « archipel Senkaku ») en japonais et îles Diaoyutai (chinois simplifié : 钓鱼台群岛 ; chinois traditionnel : 釣魚台群島 ; pinyin : Diàoyútái Qúndǎo) en chinois.

## Enjeux
Les tensions en mer de Chine orientale sont nombreuses pour diverses raisons et notamment pour le partage des ressources et du territoire des îles Senkaku-Diaoyu. Ces îles sont convoitées par Pékin en raison du potentiel en hydrocarbures de l'archipel, des ressources halieutiques ainsi que des ambitions navales de la Chine. La mer de Chine orientale est un lieu important de passage reliant la Chine aux autres pays d'Asie de l'Est (Japon, Corée…). Ainsi la délimitation des espaces maritimes entre les deux voisins pose également problème. Le Japon veut voir appliquer le principe d'équidistance, alors que la Chine revendique sa souveraineté sur le plateau continental jusqu'à la fosse d'Okinawa qui s'étend à proximité du territoire japonais.
Le Japon accuse la Chine de ne pas respecter les limites de sa zone économique exclusive pour explorer des champs de gaz en mer de Chine orientale. Ce nouvel épisode de la rivalité sino-japonaise pour l’accès aux ressources en hydrocarbures renforce les nombreuses tensions déjà présentes entre la Chine et le Japon.
Néanmoins une zone de pêche a été établie entre les deux États (Chine et Japon) et Pékin a entamé l'exploitation pétrolière dans la zone en 1998. En dépit des tensions après la découverte du champ gazier de Chunxiao en 1999, Pékin et Tokyo se sont finalement accordés en 2008 pour exploiter ce gisement en commun et créer une zone commune de développement au sud de celui de Longjing, le gisement en tant que tel situé dans la zone de souveraineté maritime de la Corée du Sud.
Le champ de gaz de Chunxiao en chinois, Shirakaba en japonais, est situé en mer de Chine orientale, dans la zone économique exclusive chinoise, et seulement à quatre kilomètres de la frontière avec la zone économique exclusive du Japon, autour des îles Senkaku-Diaoyu revendiquées par la Chine.

## Histoire

### Contexte historique

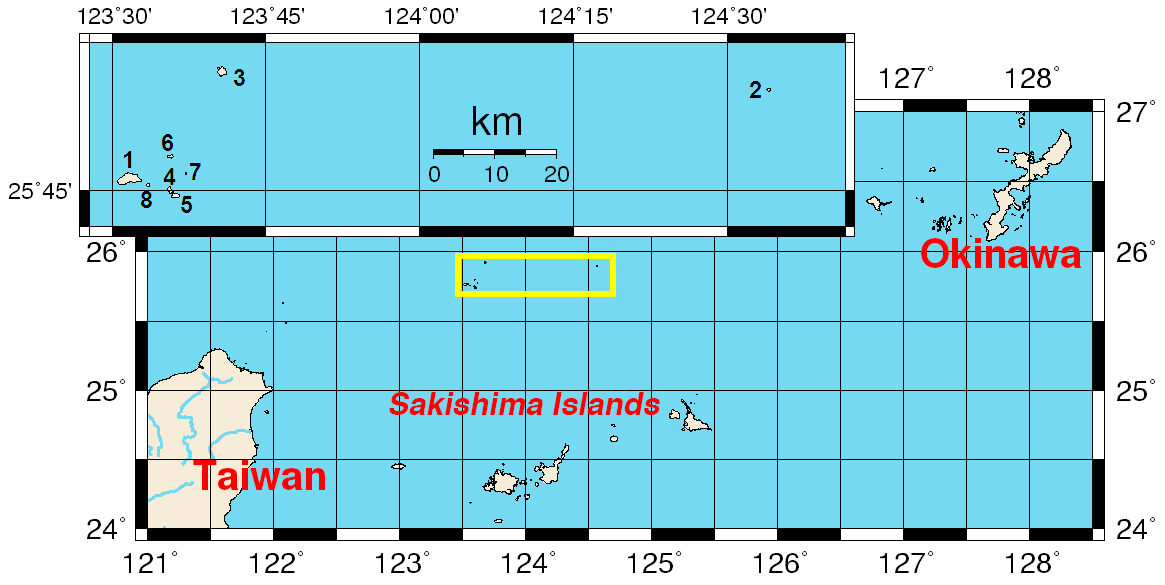
Carte des îles Senkaku et leur emplacement par rapport à Taïwan et une partie des îles Ryūkyū.

Le premier enregistrement de dénomination des îles remonte à la dynastie Ming de Chine (XIVe-XVIIe siècles) dans des livres comme Voyage avec le vent arrière (顺风相送) ou Voyage au Lew Chew (使琉球录). Les Chinois de la dynastie Ming nommaient déjà Diaoyudao ces îles .
Du XIVe au XIXe siècle, elles furent utilisées comme repères de navigation par les émissaires chinois dépêchés à Naha pour l'investiture des rois du royaume de Ryūkyū (1429 — 1879). En 1758, le père Antoine Gaubil, missionnaire français, publia une carte faisant apparaître trois de ces îles sous le nom de Tiaoyu-su, Hoangouey-su et Tchehoey-su et l'explorateur Jean-François de La Pérouse, dont la frégate L'Astrolabe s'approcha en 1787, les décrivit dans son récit de voyage inachevé.
Considérées en termes de droit international comme terra nullius car jamais occupées de façon permanente, ces îles sont offertes par l'impératrice Cixi à l'un de ses herboristes, Sheng Xuanhuai, en 1893, alors que des entrepreneurs japonais y exploitaient le guano et les plumes d'albatros depuis 1884. L'archipel inhabité est cependant contrôlé par le Japon, mieux au fait du droit occidental que la Chine, à partir de 1895, date à laquelle la Chine cède à l'empire du Japon Taïwan, les Pescadores et la presqu'île du Liaodong avec Port-Arthur en vertu du traité de Shimonoseki qui fait suite à la guerre sino-japonaise de 1894-1895. Les deux événements, l'occupation japonaise des îles à partir de janvier 1895 et la conquête de plusieurs territoires chinois grâce au traité de Shimonoseki après avril 1895, sont considérés par les autorités japonaises comme deux éléments distincts. Du point de vue chinois, on considère, au contraire, que les deux sont liés et que le Japon a profité de la fin de la guerre sino-japonaise pour accaparer certaines îles inhabitées appartenant à la Chine,,.
Le nom japonais « Senkaku » pour ces îles fut introduit en 1900 par l'universitaire Kuroiwa Hisashi et adopté peu de temps après par le gouvernement japonais. La dynastie Qing est remplacée par la république de Chine en 1912. En 1931, le Japon impérial envahit la Chine. Lors de la Seconde Guerre mondiale, la conférence du Caire de 1943 a demandé que le Japon « soit expulsé de tous les territoires qu'il a obtenu par violence et cupidité » depuis 1914, et que tous ces territoires retournent à la république de Chine, alors présidée par Chiang Kai-shek et alliée des États-Unis, du Royaume-Uni et de l'Union soviétique. Les îles Senkaku ne sont donc pas concernées. En 1945, à la suite de la victoire des Alliés, la Chine récupère une partie de ces territoires dont Taïwan, mais pas les îles Senkaku,, qui restent administrées par les  États-Unis.
Cependant, la guerre civile en Chine a compliqué cette question. La république populaire de Chine est fondée par Mao Zedong et le parti communiste chinois en 1949, à la suite de leur victoire dans la guerre civile, mais la république libérale de Chiang Kai-shek conserve Taïwan et revendique elle aussi la représentation légale de Chine. Aucune des deux républiques chinoises rivales ne fait de compromis sur la souveraineté qu'elles affirment avoir sur les îles Diaoyu mais en 1958, la loi chinoise qui répertorie les territoires revendiqués par la Chine ne cite pas les Senkaku-Diaoyu. Han-yi Shaw, un chercheur à l'Université nationale Chengchi basée à Taïwan indique que c'est justement parce qu'elles étaient enregistrées sous le nom japonais que ni Taïwan ni la Chine ne les ont revendiqués en 1945, alors que la Chine et le Japon se sont mis d'accord sur l'arrangement administratif vis-à-vis de Taïwan à cette période. La guerre civile chinoise qui continua après la Seconde Guerre Mondiale et jusqu'en 1949 eut aussi pour effet de neutraliser ces revendications.

### Histoire contemporaine
En mai 1972, à la suite d'un accord signé entre les États-Unis et le Japon en juin 1971, les îles Senkaku reviennent au Japon avec les îles Ryūkyū,,. Cependant, l'accord ne mentionne pas les îles Senkaku, selon le souhait des États-Unis de ne pas être mêlés à une querelle territoriale qui débute. Dès l'annonce de la restitution en 1971, elle est immédiatement dénoncée par la république de Chine (Taïwan) et suivie de près par la république populaire de Chine,.
En août 1971, les autorités de la république de Chine (Taïwan) ratifient la Convention sur le droit de la mer de 1958 et déclarent les îles comme partie intégrante de leur territoire en  adoptant le principe du prolongement naturel du plateau continental, revendication symbolisée par l'érection d'un drapeau taïwanais sur l'île d'Uotsuri shima/Diaoyu. Parallèlement, des étudiants de Taïwan lancent une campagne de manifestations connue sous le nom de mouvement Baodiao, parmi eux figure Ma Ying-jeou (élu président de la république de Chine (Taïwan) en 2008).
Les autorités de la république populaire de Chine expriment officiellement leur revendication le 30 décembre 1971 en déclarant que les îles Diaoyu sont sous la dépendance taïwanaise et qu'elles sont donc, comme Taïwan, des parties indissociables du territoire chinois.
Le propriétaire Zenji Koga revend par la suite les terrains en sa possession (Uotsuri-jima, Kuba-jima, Kita-kojima et Minami-kojima) à Kunioki Kurihara entre 1972 et 1988,,.
En 1978, une centaine de bateaux chinois s'approchent de l'île Uotsuri ; en réaction, des uyoku dantai japonais y construisent un phare. En 1992, la Chine promulgue une loi revendiquant les îles Senkaku-Diaoyu. Le Japon construit un deuxième phare sur les îles en 1996, provoquant des protestations d'activistes hongkongais qui viennent plonger près des îles : l'un d'eux se noie.
Kunioki Kurihara revend Kuba-jima à sa sœur Kazuko en 1997, alors que la dernière île Taishō-jima appartient au gouvernement japonais,. À partir de 2002, la famille Kurihara loue trois îles au Ministère japonais des Affaires intérieures et des Communications, et la quatrième a l'agence de défense japonaise. En 1997, Chine et Japon se mettent d'accord sur une zone de pêche distante de cinquante milles de l'archipel. En 2008, ils s'accordent sur l'exploitation commune de possibles champs de gaz et de pétrole dans la zone appelée Chunxiao en Chine et Shirakaba au Japon à la limite de leurs ZEE respectives, sans la mettre en pratique. Au contraire, à partir de cette date, des navires de l'administration maritime chinoise sont envoyés sur place.
Le 30 octobre 2010, la secrétaire d'État américaine Hillary Clinton propose des discussions officielles trilatérales entre les États-Unis, la Chine et le Japon. Le gouvernement chinois rejette quelques jours plus tard cette proposition, déclarant que « la querelle sino-japonaise autour des îles Diaoyu est une question bilatérale ». La question des îles est de nouveau évoquée lors d'une visite d'Hillary Clinton en Chine le 4 septembre 2012. En mars 2011, la Chine porte plainte contre le ministère japonais de l'éducation à cause de manuels scolaires présentant les îles Senkaku comme japonaises.
Le 17 avril 2012, Shintarō Ishihara annonce vouloir que la préfecture de Tokyo rachète les îles Senkaku. La préfecture est en négociation depuis décembre 2011 avec le propriétaire des terrains des îles Uotsuri-jima, Kita-kojima et Minami-kojima, Kunioki Kurihara, pour un prix proche des 2 milliards de yens (20 millions d'euros),. Une souscription publique est lancée, qui récoltera plus de 1,4 milliard de yens, ce qui témoigne d'un certain appui parmi la population japonaise,. Le ministère des affaires chinois s'offusque de cette annonce, et répète que ces îles appartiennent à la Chine. Shintarō Ishihara récidive le 28 juin en proposant de nommer « Sen Sen » ou « Kaku Kaku » le bébé panda géant né d'un couple d'animaux prêtés par la Chine au zoo d'Ueno, provoquant une réaction indignée du ministère des affaires étrangères chinois. Fin août, des militants taïwanais pro-chinois ont annoncé leur intention d'aller construire un temple taoïste sur les îles, pour marquer leur appartenance à la Chine.
Le 7 juillet 2012, pour calmer le jeu et éviter que ce projet conduit par un nationaliste envenime les relations avec la Chine, le Premier ministre japonais Yoshihiko Noda annonce que le gouvernement central souhaite acheter les trois îles Senkaku appartenant à Kunioki Kurihara à la place de la préfecture de Tokyo, Shintarō Ishihara prévoyant de les acheter en avril 2013. Le gouvernement loue alors les terrains de ces trois îles 24,5 millions de yens par an (250 000 euros). Selon le Yomiuri Shimbun, le gouvernement a conclu le 3 septembre un contrat d'achat pour 2,05 milliards de yen (21 millions d'euros). Le gouvernement confirme une semaine plus tard avoir conclu un accord le 7 septembre. Contrairement aux espérances du gouvernement japonais, la tension a augmenté et la réaction du premier ministre chinois Wen Jiabao ne se fait pas attendre : « Les îles Diaoyu sont partie intégrante du territoire chinois. Sur les questions concernant la souveraineté et les territoires, le gouvernement et le peuple chinois ne cèderont jamais un centimètre carré ».
Le 7 septembre 2012, le président de Taïwan Ma Ying-jeou a effectué un déplacement à îlot de Pengjia, à 76 miles (122 km) seulement des Îles Senkaku. Lors de cette visite, le président Ma a réaffirmé la souveraineté de la république de Chine sur les Îles Senkaku. Le 11 septembre 2012, le gouvernement japonais a confirmé la décision du premier ministre de racheter les îles pour 2,05 milliards de yens, provoquant en réponse l'envoi sur place par Pékin de deux navires de patrouille. Le président de la république de Chine Ma Ying-jeou, dont l'État revendique également le territoire, a, lui, appelé au calme et estimé qu'une solution pacifique résiderait dans une exploitation conjointe des ressources naturelles des îles. Le 13 septembre 2012, le gouvernement chinois a déposé auprès du Secrétaire général des Nations unies, le tracé de « lignes de base », les limites extérieures de la mer territoriale de Chine ainsi qu’une liste des coordonnées géographiques des îles litigieuses et des îlots affiliés. Le 15 septembre, plusieurs milliers de Chinois ont manifesté de façon violente devant l'ambassade du Japon à Pékin pour protester contre le rachat des îles. Cela provoque également un boycott des produits japonais en Chine, impactant notamment les productions et ventes de Canon, Panasonic, Toyota, Nissan et Honda,.
Le 29 janvier 2013, le nouveau Premier ministre Shinzo Abe annonce la constitution en trois ans d'une force spéciale de 600 hommes et 12 navires pour surveiller et protéger les îles Senkaku, avec dix nouveaux bâtiments de 1 000 tonnes en plus des deux porte-hélicoptères existants. Cette unité sera basée sur l'île d'Ishigaki, à 175 km de l'archipel.
Le Japon et la république de Chine (Taïwan) concluent le 10 avril 2013 à Taïpei un accord sur les droits de pêche, qui définit les droits respectifs des deux pays dans une zone de 74 000 km2 située au sud du 27e parallèle nord autour des îles, à l’exclusion toutefois des eaux territoriales dans rayon de douze milles marins. Comme le Japon et la république de Chine (Taïwan) n’entretiennent pas de relations diplomatiques, l’accord est signé par l’Association japonaise pour les échanges (en) (交流協会, Koryū Kyōkai) et l’Association taïwanaise pour les relations en Asie de l’Est (en) (chinois : 亞東關係協會 ; pinyin : Yadong Guanxi Xiehui).
En août 2013, le gouvernement chinois annonce qu'il refuse de négocier avec le Japon sur la question des îles Senkaku, estimant que l'offre de pourparlers faite par le Japon n'est « pas sincère ».
Le 23 novembre 2013, Pékin annonce la mise en place d'une zone d'identification aérienne en mer de Chine couvrant les îles Senkaku, ce qui entraîne de vives réactions diplomatiques de Tokyo et d'autres capitales.
Le président des États-Unis Barack Obama, lors de sa visite au Japon en avril 2014, annonce que « L'obligation de notre traité sur la sécurité du Japon est absolue. L'article 5 du traité couvre tous les territoires sous administration japonaise, notamment les îles Senkaku ».
En septembre 2015, le Japon accuse la Chine d'avoir installé sept plateformes de forage dans les eaux contestées, rendant caduc un accord de 2008. Le 7 août 2016, le ministère des Affaires étrangères japonais annonce que le Japon a déposé une réclamation le 5 août auprès de Pékin après la découverte au mois de juin d'un radar installé sur une plateforme d'exploration gazière à proximité des îles. Le 30 août, le secrétaire général du cabinet du premier ministre japonais, Yoshihide Suga, déclare que l'archipel des îles Senkaku « est un territoire japonais historique ».

## Incidents navals et aéroportuaires

### 2004 - 2008
Des incidents impliquant des bateaux chinois/taïwanais et japonais se produisent régulièrement autour de ces îles. En 2004, des activistes chinois débarquent sur les îles et sont arrêtés ; deux jours plus tard, le premier ministre japonais Jun'ichirō Koizumi demande leur renvoi en Chine. En février 2007, le Japon proteste contre l'intrusion d'un navire d'exploration chinois. En octobre 2007, le Japon dénonce la tentative de débarquement de militants nationalistes chinois. Le 10 juin 2008, un bateau de pêche taïwanais et un bateau de la garde côtière du Japon entrent en collision. Le bateau taïwanais coule une heure plus tard : les treize pêcheurs et les trois membres d'équipage sont secourus par le bateau de patrouille, seul un membre de l'équipage est blessé. Le ministère des Affaires étrangères taïwanais rappelle à Taipei son représentant à Tokyo, et demande des excuses et une compensation de la part du Japon. Quelques jours plus tard, un bateau de nationalistes escorté par neuf patrouilleurs militaires taïwanais vient tourner autour d'Uotsuri-jima, avant de retourner à Taïwan ; le Japon appelle alors à « gérer cette question calmement ». En décembre 2008, Le Japon dénonce l'entrée de deux bateaux de surveillance chinois.
À partir de 2008, les intrusions de bateaux chinois dans l'archipel Ryūkyū se multiplient : de deux passages en 2008 et en 2009, ils sont passés à quatre en 2010, 5 en 2011 et 11 en 2012 selon le ministère japonais de la Défense. À partir de cette date, des navires de l’administration maritime chinoise sont envoyés sur l’archipel.

### 2010 - 2011
Le 7 septembre 2010, un bateau chinois venu pêcher autour de l'archipel heurte le bateau de patrouille japonais venu lui ordonner de quitter la zone, avant de s'enfuir et de heurter un autre bateau japonais quarante minutes plus tard, selon les garde-côtes. La Chine exige alors la libération de l'équipage du bateau, arrêté pour l'enquête à Ishigaki, tandis que le gouvernement japonais déclare qu'il « va résoudre ce problème en se basant strictement sur [ses] lois ». Le ministère des Affaires étrangères chinois précise ensuite que cette enquête est « ridicule, illégale et invalide », et « si le Japon continue dans cette attitude imprudente, il goûtera à son propre fruit amer ». Le 10 septembre, la Chine reporte une réunion bilatérale qui devait amener à la signature d'un traité sur le développement conjoint de l'exploitation gazière dans la région. Le 13, l'équipage est relâché à l'exception du capitaine ; le ministère des Affaires étrangères chinois déclare : « Tout le peuple de Chine condamne d'une seule voix le comportement illégal du Japon, et incarne pleinement la volonté loyale du gouvernement chinois et du peuple de défendre la souveraineté nationale, et l'intégrité territoriale ». Le même jour, des activistes taïwanais tentent de manifester autour de l'archipel afin de montrer leur soutien aux revendications de leur pays sur ces îles. Le 19 septembre, à la suite de la prolongation de dix jours de la détention du capitaine, la Chine annonce la suspension de tous ses contacts à haut niveau avec le Japon : « La Chine demande que le Japon libère le capitaine immédiatement et sans conditions. Si le Japon agit délibérément en dépit des mises en garde, et insiste à faire une erreur après l'autre, la partie chinoise prendra de fortes mesures de représailles, et toutes les conséquences seront portées par la partie japonaise ». Des réunions de haut niveau sont alors annulées, ainsi que des voyages touristiques chinois au Japon et japonais en Chine, et les concerts du groupe japonais SMAP en octobre à l'Exposition universelle de 2010 à Shanghai. Le 22 septembre, des activistes chinois tentent de nouveau de se rendre sur les îles, sans succès. Le 23, quatre Japonais sont arrêtés en Chine, accusés d'avoir filmé des installations militaires dans la province du Hebei. Le 24 septembre, alors que son procès est prévu le 29 septembre, le capitaine chinois est relâché ; le même jour les exportations de terres rares chinoises vers le Japon avaient été suspendues,. Les autorités judiciaires okinawaïennes déclarent alors : « Au vu des conséquences sur la population japonaise et sur les relations entre le Japon et la Chine, nous avons jugé inutile de continuer à détenir le capitaine. Cet incident résulte d'une action décidée sur le vif, alors que le capitaine tentait d'échapper au patrouilleur des garde-côtes. Ce n'était pas un acte prémédité ». Le gouvernement chinois nie par la suite toute intervention politique sur ces exportations. L'embargo est finalement levé le 28 octobre, sans explication, les envois étant cependant retardés par des examens minutieux des cargaisons. Le 11 novembre, les livraisons semblent cependant de nouveau bloquées, avant de reprendre le 24,.
Le 25 septembre 2010, la Chine demande des excuses et une compensation pour l'arrestation du capitaine au Japon, arguant qu'elle a « violé la souveraineté territoriale de la Chine et des droits humains de citoyens chinois ». Le Japon réplique en affirmant que « la demande d'une excuse et d'une compensation par les Chinois est infondée et totalement inacceptable », alors que les Américains se félicitent de la libération du capitaine. Le 27, c'est au tour du Japon de demander réparation pour les dommages occasionnés par le bateau chinois sur les patrouilleurs japonais. Le 30, trois des quatre Japonais arrêtés en Chine sont relâchés. Le 9 octobre, le dernier Japonais détenu est relâché. Le 5 novembre, des vidéos de l'accident tenues secrètes par les autorités japonaises sont malgré tout diffusées sur Internet par un garde-côte, montrant le bateau chinois entrer délibérément en collision avec un bateau des garde-côtes japonais,. L'accès à ces vidéos est immédiatement censuré en Chine.
Le 25 octobre 2010, le Japon proteste de nouveau contre la présence de navires chinois à proximité des îles. Le 20 novembre, la Chine envoie patrouiller dans la région le bateau de pêche Yuzheng 310 (2 580 tonnes, équipé de deux hélicoptères). Le 10 décembre, deux conseillers municipaux de la ville d'Ishigaki se rendent sur l'île Minami-kojima. La Chine dénonce cette visite. Le 20 décembre, le bureau de pêche du ministère de l'agriculture chinois déclare vouloir déployer de façon permanente dans la région des bateaux de pêche patrouilleurs de plus de mille tonnes.
En février 2011, les garde-côtes japonais font parvenir au capitaine chinois une facture de 170 000 dollars pour les dégâts occasionnés. Le gouvernement chinois réplique alors immédiatement en précisant que « le Japon n'a aucun droit de demander une telle compensation ».
Le 29 juin 2011, des patrouilleurs japonais accompagnés d'un hélicoptère repoussent un bateau de pêche taïwanais repéré à trente milles nautiques de l'archipel, le Da Fa 268, avec à son bord six pêcheurs dont l'activiste Huang Hsi-lin,. Le 4 juillet, la Chine proteste contre la présence de bateaux de pêche japonais près des îles. Le 24 août, deux bateaux de pêche chinois pénètrent la zone territoriale japonaise pour la première fois depuis l'incident de septembre 2010, entraînant une protestation officielle japonaise.

### 2012 - 2013
Le 3 janvier 2012, quatre Japonais, dont deux conseillers municipaux de la ville d'Ishigaki Hitoshi Nakama (déjà présent le 10 décembre 2010) et Tadashi Nakamine se rendent sur les îles, notamment à Uotsuri-jima, sans la permission du gouvernement japonais. Le 16 mars, un navire chinois pénètre les eaux territoriales japonaises malgré les alertes répétées des garde-côtes japonais, provoquant une réaction officielle du premier ministre japonais Yoshihiko Noda. Fin mai, la visite officielle d'un général chinois au Japon est annulée notamment en signe de protestation contre l’occupation par le Japon des îles Senkaku. Le 15 mars 2012, le capitaine chinois est condamné par contumace par un jury populaire à Naha, bien que le procureur ait auparavant décidé par deux fois de ne pas porter d'accusations à son encontre.

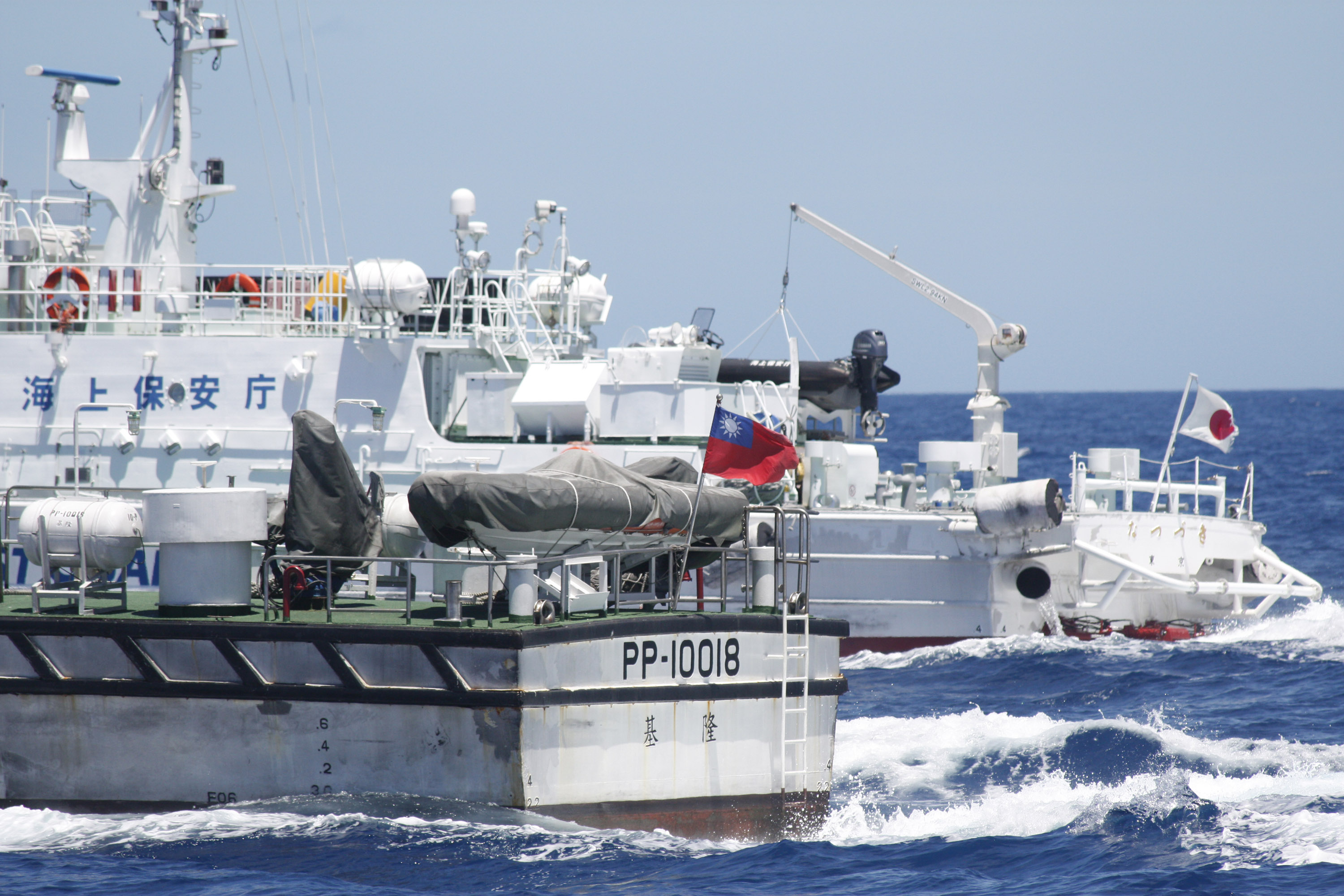
Navires des garde-côtes japonais et taïwanais le 4 juillet 2012 dans les eaux des îles Senkaku.

Le 5 juillet, en réaction à la proposition de Shintarō Ishihara, un bateau de pêche taïwanais transportant des activistes et accompagné par des navires de patrouille entre dans les eaux japonaises, à 1,5 km d'Uotsuri-shima, revendiquant les îles comme étant leur territoire. S'ensuit un accrochage avec les garde-côtes japonais, sans dégât majeur. Le 11 juillet, trois patrouilleurs chinois pénètrent les eaux territoriales entourant les îles. Le 15 août, jour anniversaire du Gyokuon-hōsō marquant la capitulation du Japon en 1945, quatorze Chinois membres d'un « comité d'action pour la défense des îles Diaoyu » et partis de Hong Kong accostent sur Uotsuri-jima dans le but de planter le drapeau chinois afin de protester contre le projet de parlementaires japonais de visiter ces îles. Ils sont arrêtés par la police japonaise après avoir hissé le drapeau, et relâchés peu après,. Ils sont expulsés du Japon en quelques jours. Le 19 août, une dizaine de militants nationalistes japonais débarquent quelques heures sur Uotsuri-jima pour y planter le drapeau japonais et montrer à la Chine que ce territoire est japonais. Les garde-côtes japonais qui surveillaient la flottille d'une vingtaine de bateaux depuis son arrivée (Tokyo avait interdit de débarquer) n'ont procédé à aucune arrestation, notamment du fait de la présence d'élus à bord. La flottille avec ses quelque 150 passagers est repartie vers l'île Ishigaki à l'extrême sud du Japon, d'où elle était partie la veille. La Chine demande alors au Japon de « cesser immédiatement toute action portant atteinte à sa souveraineté territoriale » et Taïwan accuse le Japon d'« occuper sournoisement » l'archipel. Cette expédition a provoqué des manifestations antijaponaises dans au moins six villes chinoises : Guangzhou, Shenzhen, Hangzhou, Qingdao, Shenyang et Harbin.

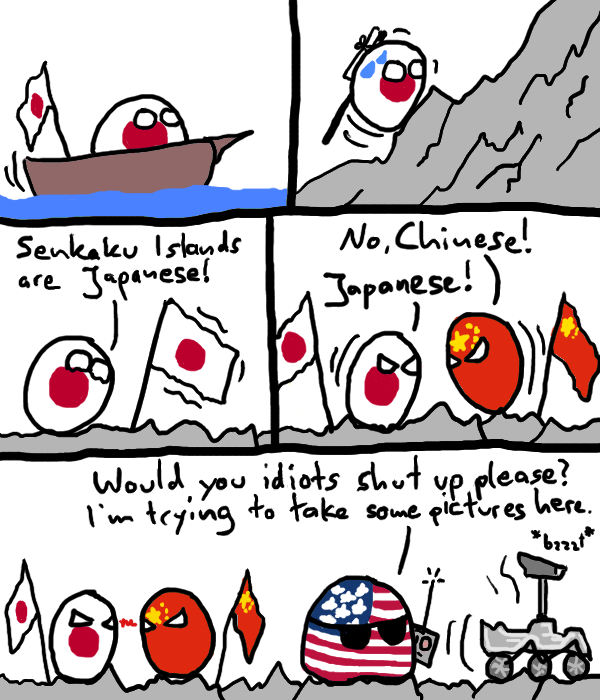
Un groupe d'activistes japonais et chinois dans la dispute des îles Senkaku BD publiée dans Polandball News.
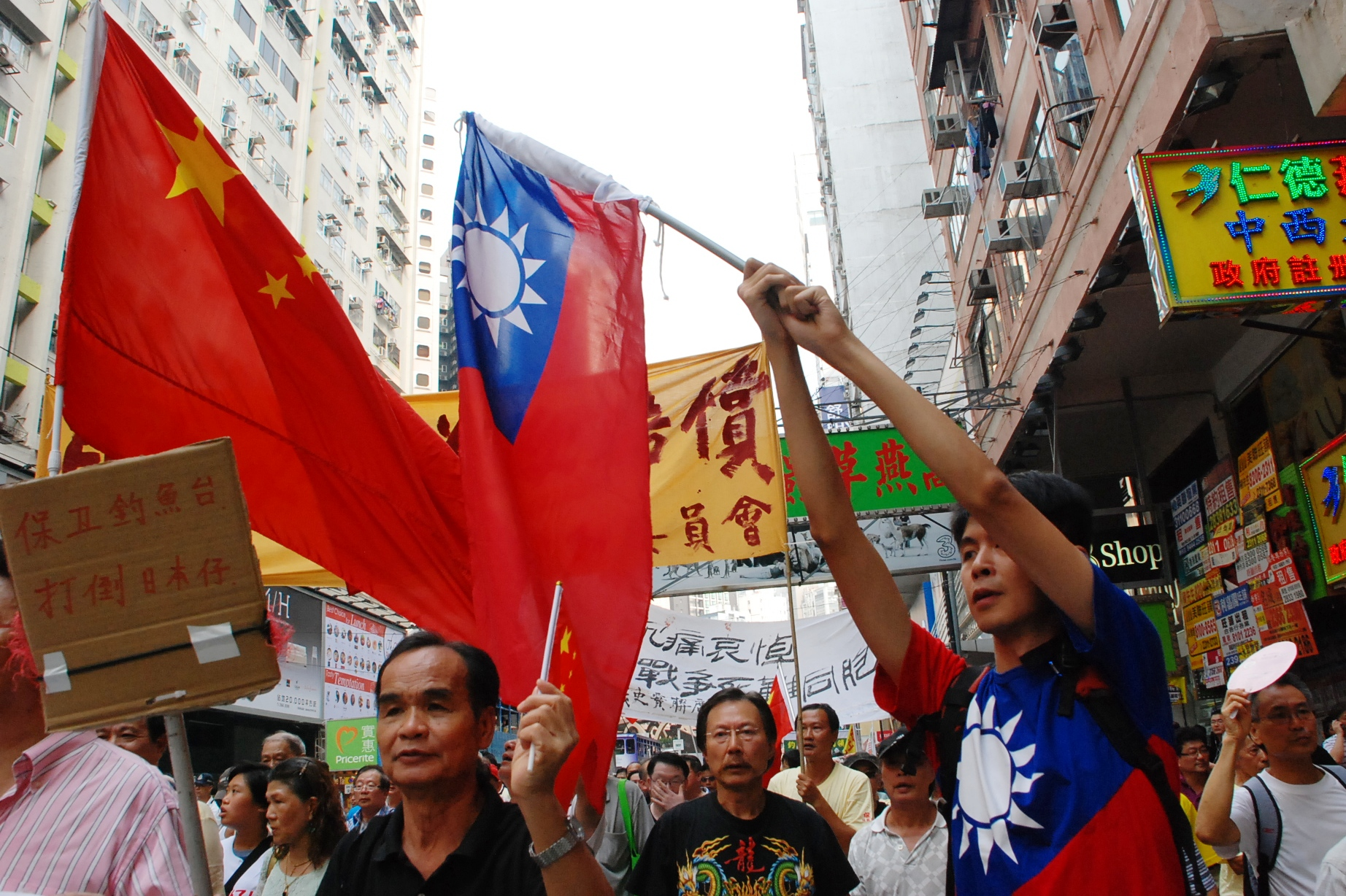
VOA, manifestation anti-japonaise, le 15 septembre 2012[95].
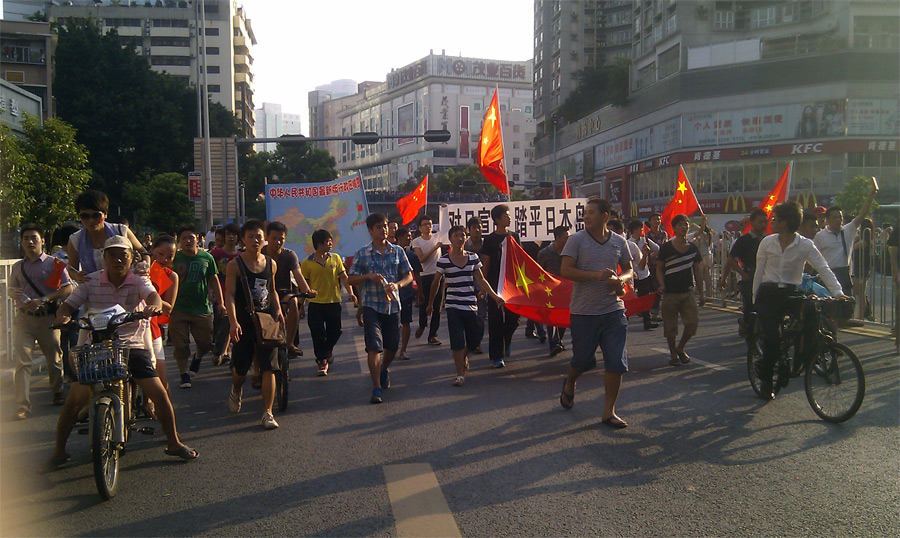
Manifestation anti-japonaise à Shenzhen (Chine), le 17 septembre 2012.

Le 25 septembre 2012, 81 chalutiers taïwanais accompagnés d'une dizaine de patrouilleurs des garde-côtes taïwanais se sont rendus au large des îles Senkaku-Diaoyu, dans le but affirmé de défendre, face au Japon, la souveraineté de la république de Chine (Taïwan) sur ces îles ainsi que les droits de pêche de Taiwan dans la zone. S'en est ensuivit un accrochage avec les garde-côtes japonais, qui ont fait usage de canons à eau. Le président de la république de Chine (Taïwan) Ma Ying-jeou a apporté un soutien sans réserve à cette action, ont indiqué ses services dans un communiqué. Le Japon a déposé officiellement une protestation auprès de Taïwan.
Le 13 décembre, un avion chinois de modèle Harbin Y-12 survole l'île Uotsuri, ce qui est qualifié d'« extrêmement regrettable » par les autorités japonaises mais de « parfaitement normal » par les autorités chinoises. Huit chasseurs F-15 japonais sont alors dépêchés sur place, sans incident à déplorer. D'après le ministère japonais de la Défense, il s'agit de la première violation de l'espace aérien japonais par un avion chinois.
Les 30 janvier et 4 février 2013, de nouvelles incursions de navires chinois dans les eaux territoriales de l'archipel sont repérées. On apprend quelques jours plus tard que le 30 janvier, l'un des navires chinois a pointé un radar généralement utilisé pour aider au guidage de missile en direction d'un bâtiment de la marine japonaise. Kyodo révèle le 18 mars que des responsables militaires chinois auraient reconnu qu'une frégate chinoise avait verrouillé son radar de tir sur un destroyer japonais. Le 1er avril, trois navires chinois entrent de nouveau dans les eaux territoriales disputées.
Le 23 avril, ce sont huit navires de surveillance maritime chinois qui pénètrent la zone de 12 milles entourant ces îles, un nombre record depuis leur rachat. Le 1er juillet, quatre bateaux chinois pénètrent vers 5 h dans la zone de douze milles marins entourant les îles, et la quitte à 13 h, alors qu'un navire de recherche marine, Discoverer2, enregistré aux Bahamas, pénètre pour la troisième fois de l'année dans la zone économique exclusive de 200 milles marins.
Le 7 août 2013, quatre navires des garde-côtes chinois rentrent dans les eaux territoriales de l'archipel des Senkaku. Le 8 août, la présence prolongée de navires gouvernementaux chinois dans les eaux territoriales de l'archipel des Senkaku provoque de nouvelles tensions avec une protestation officielle du Japon envers la Chine. Les quatre navires quittent les eaux territoriales vers midi après une présence de 27 heures, ce qui constitue la plus longue période de rotation de la flotte chinoise dans la zone. Une nouvelle incursion de quatre navires de garde-côtes chinois a lieu le 16 août, au lendemain des commémorations du 68e anniversaire de la capitulation du Japon, puis de nouveau le 27 août. Cette nouvelle incursion intervient au lendemain d'un discours de mise en garde du Japon envers la Chine.
Deux autres incursions de navires chinois se produisent le 27 septembre et le 1er octobre. D'autres ont lieu par la suite.
Le 23 novembre 2013, Pékin annonce la mise en place d'une zone d'identification aérienne en mer de Chine couvrant les îles Senkaku, ce qui entraîne de vives réactions diplomatiques de Tokyo, Séoul et Washington.

### 2014 - 2018
Le 1er janvier, un Chinois qui voulait débarquer en montgolfière sur l'une des îles Senkaku à partir de la province chinoise du Fujian a été secouru par les garde-côtes japonais avant d'arriver à destination. Puis trois bateaux de garde-côtes chinois pénètrent les eaux territoriales des îles le 27 janvier et le 2 février,, ainsi que le 12 avril, le 18 octobre et le 25 novembre 2014.
Le 22 décembre, un navire des garde-côtes chinois vraisemblablement équipé de quatre tourelles de tirs est repéré à proximité des îlots (29 km) : ce serait la première fois, d'après la garde-côte japonaise, qu'un vaisseau chinois armé est aperçu dans le secteur.
Le 8 juin, un navire de l'armée chinoise pénètre dans une zone voisine de ce que le Japon considère comme ses eaux territoriales aux abords de l'archipel Senkaku, une première pour un navire de l’armée.
Les 6 et 7 août, à 14 reprises des navires chinois pénètrent les eaux territoriales japonaises près des îles, 12 navires étant encore présents le 8 août.
En octobre 2016, des navires de forage chinois sont localisés près de la ligne médiane séparant les zones économiques exclusives des deux pays.
Le 1er mars, la Chine envoie trois navires des garde-côtes patrouiller autour de l'archipel.
Le 18 mai, le Japon fait décoller quatre appareils, deux F-15, un E-2C et un système de détection et de commandement aéroporté, après l'intrusion de quatre navires des garde-côtes chinois accompagnés d'un drone. Il s'agit, selon les garde-côtes japonais, de la treizième incursion chinoise dans le secteur depuis le début de l'année.
Début août, des navires chinois de forage se positionnent près de la « ligne médiane » séparant les zones économiques exclusives (ZEE) des deux pays, provoquant une mise en garde du Japon à l'encontre de la Chine contre une potentielle exploitation unilatérale des gisements. Jusqu'à présent, la Chine a construit seize plates-formes de forage près de la ligne médiane.
Le 15 janvier, le Japon critique la Chine après avoir détecté le 11 janvier un de ses sous-marins classe Shang (en) de 110 mètres de long, équipé de torpilles et de missiles, accompagné d'une frégate, à proximité.

### 2022-
Le 20 mai 2022, le ministère japonais des Affaires étrangères indique avoir déposé une plainte auprès de l'ambassade de Chine à Tokyo, accusant la Chine d'avoir construit 17 plateformes de forage dans la zone disputée de mer de Chine orientale.
Le Japon proteste le 4 juillet après qu'une frégate chinoise s'est introduit dans la « zone contiguë », une bande de 12 milles marins de large (environ 22 km) s'étendant juste après les eaux territoriales, une première depuis 2018.

## Conséquences
En conséquence à ce conflit, Tokyo compte désormais sur une présence accrue de ses forces armées et paramilitaires pour assurer sa souveraineté. Les îles méridionales de la préfecture d’Okinawa deviennent un avant-poste du dispositif de défense japonais avec la création de bases pour la Garde côtière du Japon et l'installation de batteries de missile sol-air/anti-missiles MIM-104 Patriot sur Ishigaki-jima et d'une petite garnison de l'armée de terre et d'un radar à Yonaguni-jima.
La constitution japonaise de 1947, révisée en 1957, ne permet pas au Japon de posséder une armée mais une force d'autodéfense et impose au Japon un comportement pacifique. Le 31 janvier 2013, le premier ministre Abe fait part de sa volonté d'amender la constitution pour remplacer la force d'autodéfense par une armée et de supprimer les mentions pacifistes de l'article 9.
Le 26 août 2013, le ministre de la défense japonais prononce un discours indiquant la volonté du Japon d'être un acteur majeur en cas de conflit armé en Asie et mettant en garde la Chine contre toute politique d'expansion territoriale.